# Kirchenaustrittsgesetz (Nordrhein-Westfalen)
Das Gesetz zur Regelung des Austritts aus Kirchen, Religionsgemeinschaften und Weltanschauungsgemeinschaften des öffentlichen Rechts (Kirchenaustrittsgesetz – KiAustrG) regelt im deutschen Bundesland Nordrhein-Westfalen den Austritt aus einer Kirche bzw. aus einer sonstigen Religionsgemeinschaft oder Weltanschauungsgemeinschaft des öffentlichen Rechts mit Wirkung für den staatlichen Bereich.
Es stammt vom 26. Mai 1981 (GV. NW. S. 260 / SGV. NRW. 222) und wurde durch das Zweite Gesetz zur Befristung des Landesrechts Nordrhein-Westfalen vom 5. April 2005 (GV. NRW. S. 274) geändert.
Die Erklärung muss in der Regel beim Amtsgericht erfolgen, in dessen Bezirk der Erklärende seinen Wohnsitz hat. 

## Kosten des Austritts
Durch eine Neuregelung fallen seit 2006 erstmals Kosten für einen Austritt an. Die Gebühr in Höhe von 30 Euro wird per Justizverwaltungskostengesetz (JVKostG NRW) erhoben. Der Landtag ging von 60.000 Austritten pro Jahr und Mehreinnahmen für das Land in Höhe von 1,8 Millionen Euro aus.
Die Gebühr kann aus sozialen Gründen ermäßigt oder erlassen werden.
Gegen das Gesetz wurde 2006 eine Verfassungsbeschwerde eingereicht, die das Bundesverfassungsgericht 2008 zurückwies. Das Gericht wies darauf hin, dass nur durch ein formales Verfahren der Austritt aus der Kirche für den Staat zuverlässig erfasst werden könne.